# Carl Wilhelm Thalbitzer
Carl Wilhelm Thalbitzer (17. marts 1801 i Helsingør – 11. september 1867 på Frederiksberg) var en dansk godsejer og politiker.
Han var søn af konsul Henry Thalbitzer (1767-1818) og Sophie Dorothea Thalbitzer, født Zinn (1774-1851); tog 1824 dansk-juridisk eksamen og købte 1826 herregården Cathrineberg i Københavns Amt. Han var en dygtig landmand, blev 1842 medstifter af amtets landboforening og 1843 af den frisindede Landkommunalforening, hvis formand han næste år blev, var desuden medlem af amtsrådet 1842-62. Han valgtes 1842 til Roskilde Stænderforsamling og derefter til den grundlovgivende Rigsforsamling; stemte i dem begge sammen med Venstre (således for etkammersystem og almindelig valgret) og blev medlem af bestyrelsen for Bondevennernes Selskab indtil 1851. Han valgtes fremdeles 1849 til Landstinget og sad her uafbrudt lige til sin død (1864-66 også i Rigsrådets Landsting). Han indtog en meget anselig stilling, var medlem af næsten alle vigtige udvalg vedrørende landboforhold og viste gennemgående en udpræget frisindet holdning, således i fæstespørgsmålet og om jagtretten. Han udtalte sig åbent for tvungen fæsteafløsning, såfremt frivillig afløsning ikke førte til målet, arbejdede for udstrakt kommunal valgret, for erklæringers meddelelse og for afskaffelse af skudsmålsbøger, for rentefrihed o. s. fremdeles. 1855 skilte han sig fra Bondevennerne og gik senere sammen med det nationalliberale parti. Desuden var han 1851 medstifter af Østifternes Kreditforening og siden stadig formand for dens repræsentantskab; var siden 1862 formand for hoveriets afløsning i amtet og havde flere lignende hverv. Endelig var han 1866 med at grundlægge folkehøjskolen (den senere landbrugsskole) i Tune. 1862 blev han justitsråd og 1867 etatsråd. Døde 11. september 1867.
Han havde 18. oktober 1826 ægtet Elisabeth Brøndsted (2. oktober 1804 – 12. marts 1871), datter af provst G.J. Brøndsted (1773-1846).
Thalbitzer er begravet på Frederiksberg Ældre Kirkegård. Maleri og pennetegning 1879 af Henrik Olrik efter fotografi (familieeje).